# Croce, Haute-Corse
Croce là một xã ở tỉnh Haute-Corse trên đảo Corse, Pháp. Xã này có diện tích 6,43 km², dân số năm 1999 là 85 người. Khu vực này có độ cao trung bình 800 mét trên mực nước biển.